# 部隊勲功章
部隊勲功章（ぶたいくんこうしょう、Meritorious Unit Commendation）は、アメリカ軍の中位部隊表彰である。アメリカ陸軍は戦闘の有無を問わず、卓越した功績または功労を挙げた部隊に対し陸軍部隊勲功章を授与する。海軍は戦闘の有無を問わず勇敢または功労のある功績または功労に対して海軍部隊勲功章を授与し、沿岸警備隊は戦闘に参加せず勇敢または功労のある功績または功労に対して沿岸警備隊部隊勲功章を授与する。

## 陸軍
陸軍部隊勲功章のサイズは幅1.7/16インチ（36.51mm）、高さ9/16インチ（14.28mm）である。幅1⁄16インチ（1.58mm）の金色の枠に月桂樹の葉が描かれ、緋色のリボンを囲んでいる。以前は、直径1.5⁄8インチ（41.27mm）の金色の刺繍が施された月桂冠が、2インチ（50.8mm）の正方形のオリーブ色の布地にあしらわれていた。
陸軍部隊勲功章（以前は功労部隊章と呼ばれていた）は、1944年1月1日以降に発生した武力敵対軍事作戦の期間中、少なくとも6か月間継続的に顕著な功績を残した部隊に授与される。戦闘地域での勤務は必須ではないが、戦闘努力に直接関与していなければならない。米国内の部隊は、作戦地域外の部隊と同様に本章の対象外となる。その部隊は、極めて困難な任務の遂行において、その部隊を際立たせ、同様の任務を担う他の部隊の上位に位置づけらるような、並外れた献身と優れた実績を示さなければならない。必要とされる功績は、個人に対してレジオン・オブ・メリット（LOM）の授与が認められるものと同程度である。旅団より大きな部隊に対する推薦は提出されない。第二次世界大戦中に行われた功績については、1944年1月1日から1946年9月15日の間に行われた功績に対してのみ授与される。

## 海軍
海軍部隊勲功章は1967年7月17日の通達1650号によって承認され、海軍長官、海軍作戦部長または海兵隊司令官によって、戦闘または非戦闘の状況下で、勇敢な、または功労のある功績によって同様の任務を遂行する他の部隊に比べて傑出した部隊となったが、 海軍部隊表彰を受けるには十分でない海軍または海兵隊の部隊に授与される。この勲章は米軍の他部隊および米軍と行動を共にする友好国軍隊の部隊にも授与されるが、その部隊は海軍および海兵隊の部隊について定められた基準を満たすことが条件となる。それは個人に対してブロンズスターメダルの授与と同等の功績をあげるような任務を遂行しなければならない。通常の任務遂行や多くの戦闘任務への参加は、それ自体で受賞に値するものではない。ただし、部隊がチームとして、集団的な表章に十分値するような統一的な行動をとった場合はこの限りではない。
海軍功績部隊表彰は、海軍部隊表彰の後、海軍 "E"リボンの前に着用される。海軍部隊勲功章の追加表彰は、3/16インチの青銅星である。

## 沿岸警備隊
沿岸警備隊功績部隊表彰は1973年11月に創設され、アメリカ沿岸警備隊総司令官の名で授与される。功績部隊表彰は戦闘を伴わない沿岸警備隊の作戦を支援するために、勇猛果敢な功績または功労のあった沿岸警備隊の部隊に授与される。米軍隊の他部隊の部隊であっても、その部隊が沿岸警備隊の部隊に適用される基準を満たしていれば、この勲章を授与することができる。本章の授与には、部隊としての任務が個人に対する沿岸警備隊功績勲章（CGAM）の授与に値するものと同等でなければならない。通常の任務遂行や多数の作戦任務への参加は、それだけで勲章授与を正当化するものではない。沿岸警備隊のMUCは、部隊全体がチームとして行動した場合を除き、大規模な部隊の1つまたは複数の下位部隊の行動に対して授与されることはない。
沿岸警備隊MUCは、沿岸警備隊部隊表彰の後、沿岸警備隊功労チーム表彰の前に授与される。沿岸警備隊功績部隊表彰は、5⁄16インチの金色の星印で示される。作戦識別バッジと同時に授与されることもあり、その場合はリボンの中央に1/4インチ（6.35mm）の銀文字「O」で表される。